# عمر شيخ ميرزا الأول
كان معزّ الدين عمر شيخ ميرزا (1356 - فبراير 1394) (بالفارسية: (بالفارسية: عمر شیخ میرزا)وأحد أفراد الأسرة التيمورية وابن مؤسسها تيمورلنك. عُرف عمر الشيخ بكونه جندياً ماهراً، وكان أحد القادة العسكريين لتيمور وشغل أيضاً منصب حاكم المنطقة. توفي عام 1394، بعد وفاة والده بأكثر من عقد.

## طفولته وبداياته
كان عمر الشيخ ميرزا واحداً من أربعة أبناء لتيمور نجوا من طفولتهم. كانت والدته تولون آغا محظية.
هناك بعض الخلاف حول ما إذا كان عمر الشيخ أو شقيقه جهانجير ميرزا هو الأكبر بين أبناء تيمور. إن المعزّ الأنساب، وهو أهم مصدر يتعلق بهيكل العائلة المالكة التيمورية خلال هذه الفترة ، متناقض بشأن هذه النقطة. يذكر أن جهانجير كان الأكبر، لكن عائلة عمر الشيخ ظهرت أولاً في علم الأنساب نفسه، مما يعني أنه ولد أولاً. المصادر السردية ، مثل زعفر نامه لنظام الدين الشامي، وكتاب يزدي الذي يحمل نفس الاسم تدعم فكرة أن عمر الشيخ كان أكبر.
أثبت عمر شيخ أنه محاربٌ بارع وفارسٌ ماهر، حيث شارك في العديد من حملات والده. في عام 1376، عينه تيمور حاكماً لفرغانة.

## حكم في فارس
في حملة تيمور التي استمرت خمس سنوات والتي أدت إلى فتح فارس وقتل أمراء آل مظفر في رجب 595 هـ / مايو 1393 م، ترك تيمور فارس لابنه عمر شيخ وغادر إلى بغداد.

## وفاة عمر شيخ
في عام 1393، هزم تيمور سلالة المظفر الفارسية بالقبض على ملكها الأخير شاه منصور وإعدامه. منح تيمور منطقة فارس السابقة للمملكة لعمر الشيخ ليديرها كحاكم. تم تسليم منصب الأمير السابق لفرغانة إلى ابنه إسكندر ميرزا.
ومع ذلك، لم يتمكن عمر الشيخ من شغل هذا المنصب لفترة طويلة. في عام 1394، أثناء الرد على استدعاءات من والده، قُتل عمر شيخ بعد إصابته برصاصة في الرقبة بسهم أطلق من قلعة طوز خورماتو، بالقرب من مدينة بغداد. وبحسب ما ورد لم يظهر تيمور أي عاطفة عندما علم بوفاة ابنه.
تم تسليم ولاية عمر شيخ لابنه الأكبر بير محمد، في حين تمت مرافقة جثته من قبل زوجاته وابنه الأصغر اسكندر إلى مدينة كيش (شهرسبز حالياً). هنا، تم دفنه جنباً إلى جنب مع شقيقه في مقبرة جهانكير، وهو جزء من مجمع ضريح دوروساودات. في الوقت الحاضر، القبر هو أفضل جزء من الهيكل الباقي.

## عائلة
الزوجات والعشيقات
- ملكات آغا: ابنة خان منغوليا، خيزر خواجة. في وقت لاحق تزوجت من أخيه شاه رخ بن تيمورلنك.
- قطلو طرخان آغا موغال
- سلطان آغا
- بك مالك آغا: ابنة خواجة يوسف اباردي
- بخت سلطان: ابنة ياسور جلاير
- تغلوغ سلطان جلاير: تزوجت لاحقاً من ابن أخيه بير محمد
- مهر خوش
- قطلو طرخان
- تاكيش خاتون
- ابنة الحاج بك جوني قرباني
- سيفينش قطلو آغا: ابنة مؤيد أرلات من شقيقة تيمور شيرين بك أغا